# Barbara Hale
Barbara Hale (født 18. april 1922 - død 26. januar 2017) var en amerikansk skuespillerinde. Hun huskes bedst som juridisk sekretær Della Street i tv-serien Perry Mason.